# Бретц, Джон Харлен
Джон Харлен Бретц (англ. John Harlen Bretz, 2 сентября 1882 года — 3 февраля 1981 года) — американский геолог, наиболее известный своими исследованиями катастрофических паводков, в частности паводков приледникового озера Миссула. Автор гипотезы дилювиального происхождения такой формы рельефа как Чаннелд-Скаблендс.

## Биография
Родился в деревушке Саранак, штат Мичиган, в семье фермеров, где был старшим из пяти детей. В 1905 году окончил колледж Альбион, расположенный в одноимённом мичиганском городке . Начинал свою карьеру как учитель биологии в старшей школе в Сиэтле. Уже в то время начал исследования гляциогеологии залива Пьюджет-Саунд. Продолжил обучения в Чикагском университете, где в 1913 году получил степень кандидата наук. Был доцентом кафедры геологии сперва в Вашингтонском, а затем в Чикагском университетах.
Начиная с 1922 года, на протяжении последующих семи лет Бретц исследовал территорию Колумбийского плато. В 1923 года он впервые ввёл термин чэннелд скэблендс для описания рельефа в районе каньона Гранд-Кули, где огромные эрозионные формы прорезают базальтовые отложения. В работе 1923 года учёный объясняет такой рельеф гигантскими древними потоками. Свой доклад о гигантских паводках Бретц представил в 1927 году, однако в то время не смог объяснить, что могло послужить резервуаром для столь огромного количества воды. Долгое время подвергался критике со стороны других учёных-геологов (например: Ричарда Фостера Флинта), пока с идеей о прорывах ледниково-подпрудных озёр не выступил Джозеф Парди (1940 год), что вернуло интерес к идеям Бретца, ставшим впоследствии общепринятыми в западной науке.
Помимо исследования скэблендов, в 1942 году Бретц написал довольно влиятельную работу о морфологии и происхождении известняковых пещер, а также провёл детальные исследования пещер штатов Миссури и Иллинойс.